# 수호 (1991년)
수호(본명: 김준면, 1991년 5월 22일~)는 대한민국의 가수이자 배우로 보이 그룹 EXO의 리더, 리드 보컬을 맡고 있다.

## 학력
- 1997년~2003년 서울윤중초등학교 (졸업)
- 2003년~2006년 휘문중학교 (졸업)
- 2006년~2009년 개포고등학교 (졸업)
- 2009년~2011년 한국예술종합학교 연극원 연기과 (중퇴)
- 2011년~2016년 경희사이버대학교 문화예술경영학과 (학사)
- 2016년~2021년 인하대학교 대학원 문화경영학과 (석사)

## 생애
1991년 5월 22일 서울특별시에서 아버지 김용하(순천향대학교 교수), 어머니 최태련 사이의 2남 중 막내로 태어났다.
어릴 때 해본 가출이라고는 형과 싸워서 어머니께 하루만 사우나에 있어도 되냐는 허락을 맡고 집을 나간 것밖에는 없다고 한다.
윤중초등학교, 윤중중학교, 휘문중학교를 거쳐 개포고등학교를 졸업하고, 한국예술종합학교 연극원 연기과에 입학하였으나 자퇴하여, 경희사이버대학교 문화예술경영학과에 입학하여 졸업하고 인하대학교 대학원에 재학 중이다.
2005년 15살때 공원 봉사활동 중 SM 엔터테인먼트 관계자의 눈에 띠여 캐스팅 되었고, 2005년 SM 캐스팅 시스템으로 입사해 약 7년간의 연습기간을 거친 후 EXO의 10번째 멤버로 공개되었다.
연습생 시절 현재 팀의 멤버인 찬열, 카이와 함께 삼성이 주도한 '하하하 캠페인' 동방신기의 연습실편에 연습생으로 출연하였다.

## 데뷔 이전
- 2007년 영화 《꽃미남 연쇄 테러사건》 - 밴드부 멤버 역
- 2008년 12월 삼성 하하하 캠페인 동방신기 연습실ver. (수호, 카이, 찬열 출연)

## 음반 활동

### 미니 음반
- 2020년 3월 30일 《자화상》
- 2022년 4월 4일 《Grey Suit》
- 2016년 1월 최강창민, Key, 루나, 수호, 시우민, 슬기 '스쿨오즈 홀로그램 뮤지컬 OST' 《One Day One Chance》외 16곡
- 2016년 7월 이특, 수호, 케이시 'SM STATION' 《나의 영웅 (My Hero)》
- 2017년 2월 3일 - 'SM STATION ' [Digital Single] 《커튼》
- 2017년 2월 10일 - 우주의 별이 O.S.T 《낮에 뜨는 별(Feat.레미)》
- 2018년 3월 9일 수호, 장재인 LISTEN 020 실례해도 될까요
- 2018년 3월 10일 수호, 장재인 Dinner-SM STATION

## 음반 외 활동

### 방송
- MBC every1 《EXO의 쇼타임》 (2013년 11월 28일 ~ 2014년 2월 13일)
- Mnet 《뜨거운 순간 xoxo, EXO》 (2014년 5월 9일 ~ 2014년 5월 30일)
- Mnet 《EXO 90:2014》 (2014년 8월 15일 ~ 2014년 10월 31일)
- KBS2 《두근두근 인도》 (2015년 4월 10일 ~ 2015년 5월 1일)
- MBC 《듀엣가요제》 (2016년 6월 10일)
- SBS 《찐친 이상 출발 딱 한 번 간다면》(2022년 10월 27일 ~ 2022년12월29일)

### 게스트
- tvN 《문제적 남자》 ... 게스트

### MC
- 2013년 11월 14일 《멜론뮤직어워드》 MC[5]
- 2014년 2월 16일 ~ 2014년 12월 14일 SBS 《SBS 인기가요》 MC
- 2016년 6월 24일 KBS2 《뮤직뱅크》 842회 스페셜 MC
- 2017년 12월 31일 MBC 《MBC 가요대제전》 MC

### 라디오
- 스페셜 DJ
  - 2013년 7월 15일 MBC 《신동의 심심타파》
  - 2013년 11월 7일 KBS 2FM 《슈퍼주니어의 Kiss the Radio》
  - 2015년 10월 14일 KBS 2FM 《슈퍼주니어의 Kiss the Radio》

### 영화
- 2013년 12월 애니메이션 《세이빙 산타》 - 버나드 역 (더빙)[6]
- 2016년 3월 영화 《글로리데이》 - 상우 역 (주연)[7]
- 2018년 6월 영화 《여중생A》 - 현재희 역 (주연)
- 2019년 10월 영화 《선물》 - 오하늘 역 (주연)

### 드라마
- 2014년 1월 KBS2 《총리와 나》 - 한태웅 역 (카메오)[8]
- 2015년 4월 네이버 TV 웹드라마 《우리 옆집에 엑소가 산다》 - 수호 역 (조연)
- 2017년 1월 26일 MBC 《세가지색 판타지 - 우주의 별이》 - 우주 역 (주연)
- 2018년 웹드라마(seezn 시청가능) 《하와유브레드》 - 한도우 역 (주연)
- 2018년 5월 iHQ DRAMA 《리치맨》 - 이유찬 역 (주연)
- 2023년 8월 JTBC 《힙하게》 - 김선우 역
- 2023년 tvN 《아라문의 검》 - 신비로운 사내 역 (특별출연)
- 2024년 MBN 《세자가 사라졌다》 - 세자 이건 역 (주연)

### 홍보대사
- 2012년 12월 대한적십자 RCY 홍보대사
- 2014년 2월 서울특별시 강남구 홍보대사
- 2019년 6월 DIMF 홍보대사
- 2019년 8월 순천만동물영화제 홍보대사

### 뮤직비디오
- 2016년 2월 조권 '횡단보도' M/V

## 뮤지컬
- 2015년 1월 홀로그램 뮤지컬 《스쿨오즈》 - 한스 역
- 2017년 12월 《더 라스트 키스》 - 루돌프 역
- 2018년 7월 《웃는 남자》 - 그윈플렌 역
- 2020년 1월 《웃는 남자》 - 그윈플렌 역

## 수상 및 후보
| 연도 | 시상식                            | 부문                         | 작품                     | 결과 |
| ---- | --------------------------------- | ---------------------------- | ------------------------ | ---- |
| 2018 | 제7회 예그린뮤지컬어워드          | 남우신인상                   | 웃는 남자                | 후보 |
| 2018 | 제7회 예그린뮤지컬어워드          | 인기상                       | 웃는 남자                | 수상 |
| 2018 | 제10회 멜론 뮤직 어워드           | 핫트렌드상 (with 장재인)     | 실례해도 될까요          | 후보 |
| 2018 | 스테이지톡 오디언스 초이스 어워즈 | 최고의 뮤지컬배우 남우신인상 | 더 라스트 키스 웃는 남자 | 수상 |
| 2019 | 아시아컬처어워드                  | 남자신인상                   | 웃는 남자                | 수상 |
| 2019 | 제3회 한국뮤지컬어워즈            | 남자신인상                   | 웃는 남자                | 후보 |
| 2023 | 제32회 하이원 서울가요대상        | 한류대상                     | 빈칸                     | 수상 |
| 2023 | 아시아 아티스트 어워즈            | 이모티브상                   | 빈칸                     | 수상 |
| 2023 | 아시아 아티스트 어워즈            | 베스트 액팅 퍼포먼스상       | 힙하게                   | 수상 |
| 2024 | 아시아 아티스트 어워즈            | 가수 부문 베스트 아티스트상  | 빈칸                     | 수상 |
| 2024 | 아시아 아티스트 어워즈            | 베스트 액터상                | 힙하게                   | 수상 |

### 가요 프로그램 1위
| 연도            | 수상 내역 (총 3회) |
| --------------- | --- |
| 2020년 (총 3회) | - 사랑, 하자 (총 3회) - 4월 10일 KBS2 《뮤직뱅크》 K-Chart 1위 - 4월 11일 MBC 《쇼 음악중심》 1위 - 4월 12일 SBS 《SBS 인기가요》 1위 |